# Владимиро-Александровское
Влади́миро-Алекса́ндровское (в просторечии более известно как Будёновка) — село в Приморском крае России. Административный центр Партизанского муниципального района; образует Владимиро-Александровское сельское поселение.
Население — 6409 чел. (2021) — 5708 человек, крупнейшее село на юго-востоке и востоке Приморья. Расположено на левом берегу реки Партизанской у подножий Партизанского хребта, в 188 км юго-восточнее Владивостока и в 17 км севернее Находки (по автодороге).
Под современным названием известно с 1888 года от слияния двух слобод — Александровки и Владимировки, основанных в 1864—1865 годах. В начале XX века являлось административным центром обширного Ольгинского уезда Приморской области; впоследствии стало центром Партизанского района, который с 1935 по 1957 годы назывался Будённовским районом, отсюда народное название Будёновка. Историческая застройка практически не сохранилась.

## История
XIX век

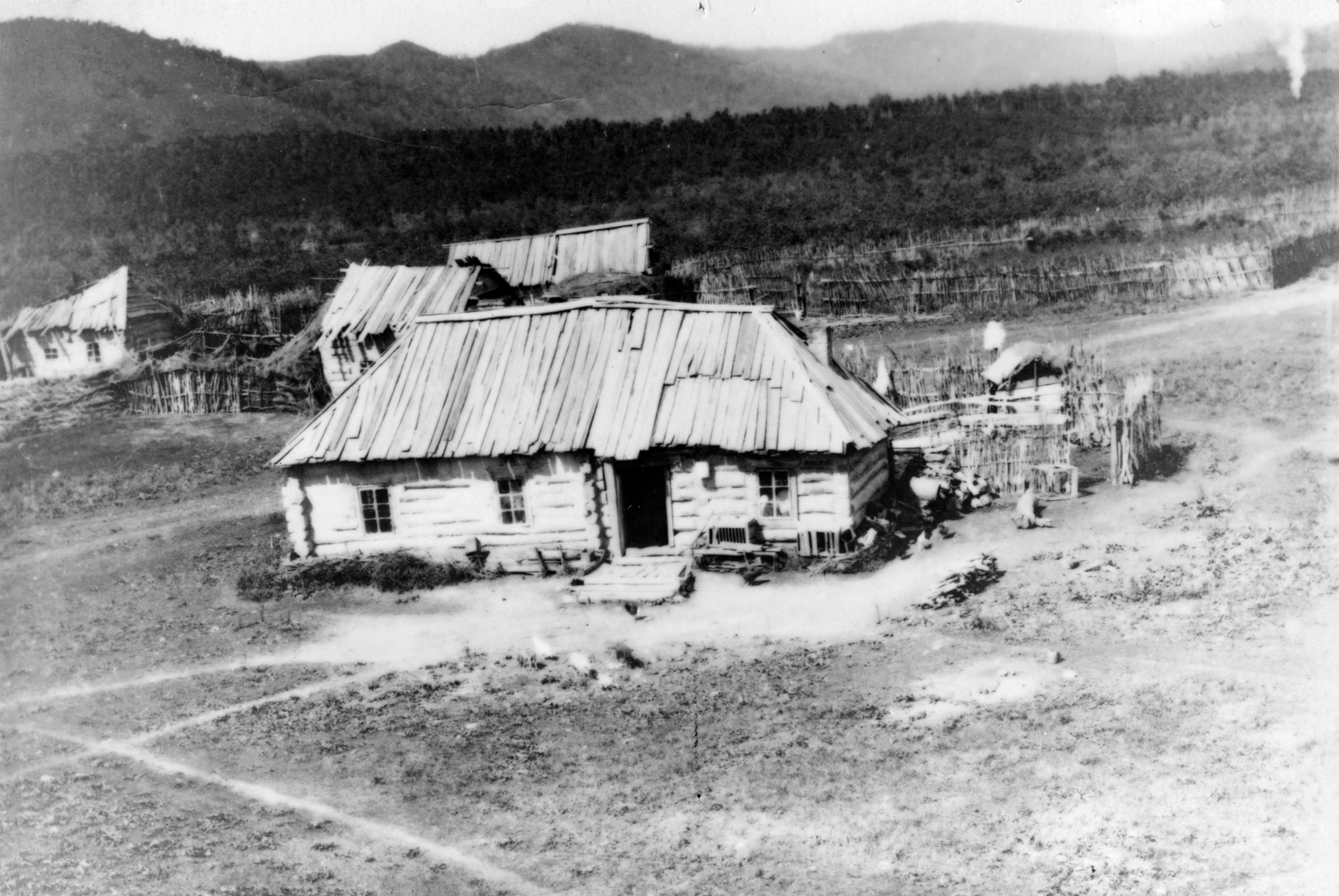
Владимировка, конец XIX века

В августе 1864 года на военном корабле к гидрографическому посту Находка из Николаевска-на-Амуре прибыли 9 семей и 7 холостяков, вышедшие на свободу после отбытия каторги на Сахалине. Несколько человек остались жить в Находке, а остальные 17 человек в том же году были доставлены на шаланде на левый берег реки Сучан (в 12 км выше устья), где основали слободу Александровку (также Александровская слобода) на берегу речки Владимировки (приток Сучана).
Весной 1865 года так же на военном корабле к гидрографическому посту Находка, спасаясь от суровой жизни в низовьях Амура, прибыли 5 крестьянских семей вятского происхождения численностью 26 человек: Изместьевы, Кожиховы, Краев с сыновьями и Иванов. Они прожили в Находке до августа, после чего отбыли на реку Сучан, где рядом (севернее) с Александровкой основали слободу Владимировку (также Владимирская слобода).
С 1867 по 1873 годы слободы входили в состав Сибирского удельного ведомства с центром в Находке. Тогда во время путешествий по Южно-Уссурийскому краю в Александровке в течение 10 дней проживал Н. Пржевальский. Позднее в 1897 году во Владимиро-Александровке побывал великий князь Александр Михайлович.
Слободы в течение двух десятилетий оставались единственными населёнными пунктами на территории современного Партизанского района, пока в 1883 году не было основано село Николаевка, а вслед за ним и другие сёла. В 1872 году слободы были сильно затоплены в результате прошедшего тайфуна, жители Владимировки спасались на сопке Спасательной, а жители Александровки — на сопке, ныне занимаемой кладбищем. В 1885 году в слободы прибыло 207 новых переселенцев.
В 1888 году была построена школа. В начале 1890-х годов здесь прошла колёсная дорога — почтовый Приморский тракт, связывавший Шкотово с постом Святой Ольги. С юго-запада дорога подходила к Владимиро-Александровке через деревни Ново-Литовское и Михайловка (ныне не существует) и уходила через село Унаши через Корейский перевал на северо-восток. В 1891 году отсюда была проложена грунтовая дорога длиною 24 версты до бухты Находка (ранее сухопутная связь осуществлялась по тропе вдоль Сучана). Просёлочная дорога вела в село Хмелёвка (ныне Хмыловка).
В 1888 году слободы, ранее отдалённые друг от друга на расстоянии версты, слились в одно село под общим названием Владимиро-Александровское (также Владимиро-Александровка, Владимиро-Александровск), которое стало центром Сучанского участка Южно-Уссурийского округа.
XX век

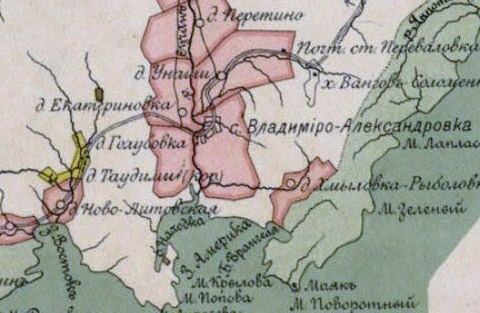
Почтовый тракт из Владивостока в Ольгу в 1899 году (минуя Находку и Сергеевку)

В 1909 году село превратилось в административный центр Сучанской волости и одновременно Ольгинского уезда Приморской области. Современник, сетуя на удалённость поста Святой Ольги от административного центра Ольгинского уезда, в 1909 году отмечал:
Выбор центром административного управления Владимиро-Александровска можно объяснить только каким-то недоразумением или же особыми, сохраняемыми втайне, мотивами…
В 1913 году в селе была открыта почтово-телеграфная контора. В 1936 году из города Гамарник (ныне Партизанск) к побережью залива Америка (ныне залив Находка) была проложена железная дорога, которая прошла в 2,5 км мимо Будёновки на противоположном берегу Сучана. В селе действовала деревянная церковь в честь иконы Владимирской Божией Матери, больница на 6 кроватей.
В годы Гражданской войны в Сучанской волости многие поддержали большевиков. Под селом проходили бои между белогвардейцами и партизанами. В этот период в местной милиции проходил службу поэт-партизан Костя Рослый, именем которого впоследствии была названа одна из улиц села.
Во Владивостоке в начале 1919 года морской офицер М. А. Китицын создал по собственной инициативе Морскую роту (на базе недавно открытого Морского училища) из бывших гардемарин и новых кадетов. Морская рота приняла участие в неудачном десанте в районе села Владимиро-Александровское. Во время высадки были смертельно ранены красными партизанами заместитель и ординарец Китицына, а сам начальник роты едва избежал гибели.
В 1926 году был образован Сучанский район с центром в посёлке Сучанский рудник (ныне Партизанск). В 1932 году центр Сучанского района был перенесён в село Владимиро-Александровское. В феврале 1935 года район был переименован во Владимиро-Александровский, в апреле 1935 года — Будённовский, в 1957 году — Партизанский. В 1963 году Партизанский район был преобразован в Находкинский сельский район с центром в городе Находке (с 1965 году — Партизанский район). В июне 1963 года районным центром Находкинского сельского района Приморского края утверждено село Владимиро-Александровское. С 1990 по 2006 годы село вместе с остальным районом и городом Находкой входило в свободную экономическую зону «Находка».

## Население
| 1868  | 1897  | 1898  | 1900  | 1912  | 1915  | 1926  |
| ----- | ----- | ----- | ----- | ----- | ----- | ----- |
| 43    | ↗576  | ↘425  | ↗667  | ↗1062 | ↘952  | ↗1221 |
| 1939  | 1959  | 1970  | 1979  | 1989  | 2002  | 2010  |
| ↗2337 | ↗2572 | ↗3879 | ↗4446 | ↗5636 | ↘5577 | ↗5708 |
| 2021  |       |       |       |       |       |       |
| ↗6409 |       |       |       |       |       |       |

Гендерный состав
Население по переписи 2002 года составило 5577 человек, из которых 47,2 % мужчин и 52,8 % женщин.

## Транспорт
Расстояние по автодорогам до ближайших городов составляет: 17 км до Находки, 33 км до Партизанска, 188 км до Владивостока. Расстояние до ближайших сёл: около 3 км до Екатериновки и около 4 км до Золотой Долины.
Владимиро-Александровское является обязательной остановкой для всех междугородних и пригородых автобусных маршрутов на краевой трассе Р447 Находка — Кавалерово. Внутри села имеется автостанция с залом ожидания, отапливаемым в зимнее время. Транзитное автобусное сообщение соединяет село с Находкой (автобусы ходят через каждые 30—60 минут, время в пути — 35 минут до автовокзала), Партизанском и населёнными пунктами восточного Приморья до Дальнегорска, а также Владивостоком, Большим Камнем, сёлами Слинкино и Золотой Долиной (маршрут Находка — Гарнизон, курсирующий с большим интервалом, заезжает вглубь села до районной больницы).
Ближайшая железнодорожная остановка «Екатериновка» расположена на расстоянии около 3 км у села Екатериновки. На платформе совершают остановки электрички между Находкой и Партизанском, за исключением электрички повышенной комфортности «Приморочка» на Владивосток и скорого поезда на Хабаровск. Связь с Сибирью и западными регионами России осуществляется через вокзалы Владивостока — станций Владивосток-Город и Угольная. Ближайший аэропорт — «Владивосток», расположен в 150 км от села (3,5 часа в пути).

## Религия
Православная церковь Успения Божией Матери и евангельско-пресвитерианская церковь корейской общины.

## Известные уроженцы
- Колесников, Михаил Мефодьевич (1901— 1944) — советский военачальник, полковник.